# AMX-10P

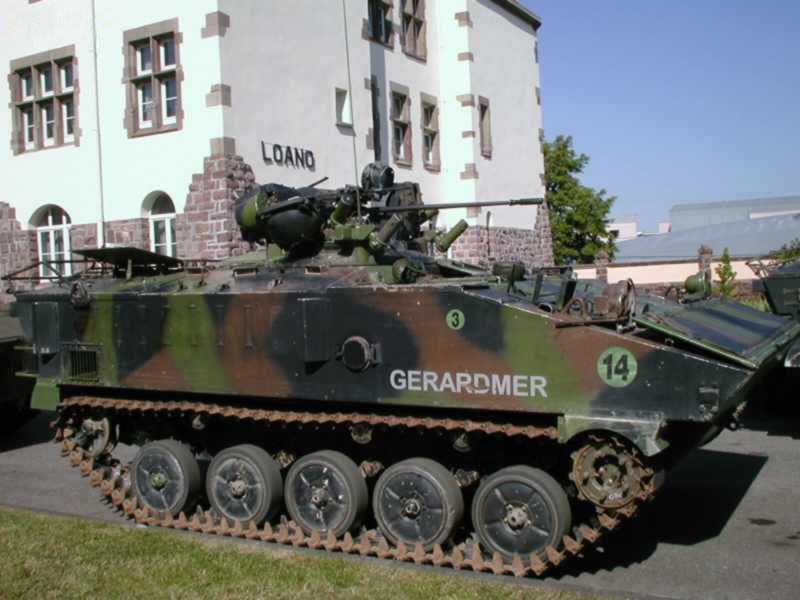
프랑스의 보병전투차 'AMX-10P'

AMX-10P는 프랑스의 보병전투차(infantry fighting vehicle, IFV)이다. AMX-10P는 화생방 능력 및 수상 도하 능력을 갖췄으며, 물에서는 워터 제트 방식으로 기동한다. 2005년에 프랑스 육군은 보유 차량 중 108대에 대해 성능 향상 작업을 실시하여 장갑 및 기동 능력에 주목할 만한 성능 향상을 이루었다. 능동반응장갑도 이미 사용가능하다. AMX-10P도 프랑스를 비롯하여 여러 국가에서 사용되었으나 프랑스 육군은 2008년에 VBCI로 대체할 예정이다.

## 제원
- 무게: 14,2 t
- 길이: 5,85 m
- 너비: 2,78 m
- 높이: 2,57 m
- 승무원: 3명 + 탑승보병 8명
- 주무장: 20mm M693 F1 기관포 (800발 탑재)
- 부무장: 7.62mm 동축기관총 (2000발 탑재)
- 엔진: 히스파노-수이자 HS115
- 출력: 280 hp
- 중량 대비 출력: 1톤당 17.9마력
- 서스펜션: 토션바
- 항속거리: 600km
- 노상 최고속도: 65km/h
- 수상속도: 7km/h
- 참호 돌파: 2.1m

## 파생형
- AMX-10P: 밀란 또는 HOT 대전차미사일 탑재형
- AMX-10P/밀란: 대전차미사일 발사기를 2개 탑재한 버전
- AMX/HOT: 대전차미사일 발사 차량(투칸 II 포탑에 발사기 4개 탑재)
- AMX-10 TM: 120mm RT-61 박격포 탑재형
- AMX-10 PAC 90: 화력 지원 및 대전차전투 목적으로 90mm포를 탑재한 형
- AMX-10P 해상형: 수상 항주 능력을 향상시킨 버전
- AMX-10 PC: 지휘용 버전.
- AMX-10 RC: 원래 AMX-10은 궤도식이지만, 이 버전은 105mm 포를 장착하고 6 x 6 바퀴식으로 개조한 버전.

## 운용국
- 프랑스 - 713대. (2008년에 VBCI로 교체 예정)
- 그리스 - 96대 운용. 현재는 퇴역했음.
- 인도네시아 - 34대
- 멕시코
- 보스니아 헤르체고비나 - 25대
- 모로코
- 카타르 - 40대
- 사우디아라비아 - 570대
- 싱가포르
- 이라크 - 100대
- 아랍에미리트

## 외부 추가 정보
- AMX-10P from 2sd GC in Germany in 1989
- topgun.rin.ru
- inetres.com
- AMX-10P at Army-Guide.com